# عين الغويبة
عين الغويبة هي إحدى القرى اللبنانية من قرى قضاء جبيل في محافظة جبل لبنان.
تقع عين الغويبة في قضاء جبيل أحد أقضية محافظة جبل لبنان هذه المحافظة هي واحدة من ثمان محافظات يتشكل منها لبنان الإداري. عدد محافظات لبنان ارتفع من 6 إلى 8 في شهر تموز 2003 بعد تأسيس محافظتين جديدتين. الأولى هي محافظة بعلبك الهرمل (بموجب المرسوم 522 تاريخ 16 تموز 2003) والثانية هي محافظة عكار. قبل تموز 2003 آان قضاء عكار يتبع محافظة لبنان الشمالي وقضاءي بعلبك الهرمل آانا جزءا من محافظة البقاع.
تبعد عين الغويبة 82 كلم (50.9548 مي) عن بيروت عاصمة لبنان. ترتفع 800 م (2624.8 قدم - 874.88 يارد) عن سطح البحر وتمتد على مساحة 64 هكتاراً (0.64 كلم²- 0.24704 مي²).
السكّان، الناخبون، السلطات المحلّية
يبلغ عدد السكّان المسجّلين في عين الغويبة 11 نسمة. في الانتخابات الأخيرة عام ألفين وأربعة، كان في عين الغويبة 1018 منتخب مسجل ومنهم 639 منتخب فعليّ. يوجد في البلدة مجلس بلدي.
{{بذرة جغرافيا لبنان]]